# Solva rectitibia
Solva rectitibia är en tvåvingeart som beskrevs av Frey 1960. Solva rectitibia ingår i släktet Solva och familjen lövträdsflugor.
Artens utbredningsområde är Myanmar. Inga underarter finns listade i Catalogue of Life.